# William Gallas
William Éric Gallas, född 17 augusti 1977 i Asnières-sur-Seine, är en fransk före detta fotbollsspelare (försvarare). Sedan debuten i det franska landslaget 2002 spelade han 84 landskamper.
Gallas inledde sin professionella fotbollskarriär i Caen 1995 och spelade sedan även i Marseille innan han värvades av Premier League-laget Chelsea inför säsongen 2001–2001. Med Chelsea vann han två ligatitlar (2005 och 2006) innan han i september 2006 ingick i en bytesaffär där Arsenal fick Gallas och en summa pengar i utbyte mot Ashley Cole. Säsongen 2007–2008 var han Arsenals lagkapten. Efter att ha kritiserat sina lagkamrater i engelsk media i november 2008 blev han avsatt som lagkapten.
Den 22 augusti 2010 skrev Gallas på ett ettårskontrakt med Tottenham sedan hans kontrakt med Arsenal gått ut. Han tilldelades tröja nummer 13, precis som tiden i Chelsea.
Hans kusin, Mathieu Bastareaud, är en rugbyspelare.